# Partage des compétences au Canada
Le partage des compétences au Canada ou le partage des pouvoirs est l'une des caractéristiques principales du fédéralisme canadien. Elle désigne le fait que les pouvoirs législatifs sont attribués soit au Parlement fédéral soit aux parlements des provinces.
Le partage des compétences a principalement été décidé lors de la création du Dominion du Canada en 1867 par l'adoption de la Loi constitutionnelle de 1867. Il a subi quelques modifications depuis, mais aucun changement fondamental.

## Division par ordre de gouvernement
Le partage des compétences se trouve en quasi-totalité au sein de la Loi constitutionnelle de 1867, l'une des composantes de la Constitution du Canada.

### Compétences fédérales
Les pouvoirs réservés au Parlement du Canada sont les domaines qui touchent l'ensemble de la population canadienne. Il s'agit souvent de secteurs stratégiques.
Le Parlement fédéral peut aussi passer toute loi qui vise la paix, l'ordre et le bon gouvernement. Il s'agit de lois qui doivent nécessairement être adoptées par le palier fédéral, notamment en raison de l'urgence et du fait que les provinces ne pourraient s'en occuper par elles-mêmes.
Le fédéral est responsable de légiférer sur plusieurs domaines qui sont traditionnellement associés à la puissance étatique, comme :
- le service militaire, les Forces armées et toutes les questions touchant la défense nationale[loi 2] ;
- la naturalisation et les aubains[loi 3] ;
- le droit criminel et les pénitenciers[loi 4].

Le palier fédéral est responsable d'un grand nombre de domaines touchant la finance et l'économie, comme :
- la réglementation des échanges et du commerce[loi 5] ;
- les banques[loi 6] ;
- la monnaie et le monnayage, les lettres de change et les billets à ordre[loi 7] ;
- l'intérêt de l'argent[loi 8] ;
- la faillite et l'insolvabilité[loi 9] ;
- les brevets d'invention, les droits d'auteur et les marques de commerce[loi 10].

Même si de façon générale, les provinces s'occupent des services sociaux, le palier fédéral est responsable en toute matière comprise dans les domaines suivants :
- l'assurance-emploi[loi 11] ;
- le mariage et le divorce[loi 12].

De plus, le palier fédéral peut adopter toute loi visant :
- les Autochtones et les terres réservées aux Autochtones[loi 13] ;
- la pêche côtière et la pêche intérieure[loi 14] ;
- les poids et mesures[loi 15] ;
- le service postal (Postes Canada)[loi 16] ;
- le recensement et la statistique[loi 17].

Finalement, le palier fédéral a un pouvoir résiduel, c'est-à-dire qu'il est responsable de tout ce qui ne tombe pas spécifiquement dans les compétences des provinces. Il est donc dorénavant responsable en toute matière comprise dans les domaines suivants :
- l'aviation et l'aérospatiale;
- l'énergie nucléaire;
- les télécommunications.

### Compétences provinciales
Les provinces sont responsables des affaires sociales ou des questions locales. De façon générale, elles régissent les relations entre les individus. Ainsi, une partie importante du droit privé est régi par les provinces.
Donc, toute affaire purement locale tombera sous la compétence d'une province. Il s'agit par exemple :
- des affaires municipales[loi 21] ;
- du transport routier dans la province[loi 22] ;
- des différents permis de commerce[loi 23].

Les provinces étant responsables des affaires sociales, elles ont des compétences dans les domaines de :
- l'éducation[loi 24] ;
- la santé[loi 25] ;
- la célébration du mariage[loi 26].

Sur le plan économique, les provinces ont compétence sur :
- l'incorporation d'entreprises[loi 27] ;
- toute question économique purement locale.

Les provinces sont aussi responsables :
- de l'administration de la justice (palais de justice, fonctionnement des tribunaux, etc.)[loi 28];
- des peines touchant les lois provinciales[loi 29] ;
- des prisons provinciales (moins de 2 ans d'emprisonnement)[loi 30] ;
- de la gestion des forêts[loi 31].

### Compétences partagées
Articles 94A et 95 de la Loi constitutionnelle de 1867 sur les compétences partagées: 
Pensions de vieillesse et prestations supplémentaires
94A. Le Parlement du Canada peut légiférer en matière de pensions de vieillesse et de prestations supplémentaires, y compris les prestations de réversion et d'invalidité sans égard à l'âge; toutefois, les lois ainsi adoptées ne peuvent avoir pour effet de porter atteinte à l'application des lois, existantes ou ultérieures, édictées en pareille matière par une législature provinciale.
Agriculture et immigration
95. La législature de chaque province peut légiférer en matière d'agriculture et d'immigration dans cette province, et le Parlement du Canada peut légiférer en matière d'agriculture et d'immigration dans toutes les provinces ou dans chacune d'elles. Toutefois, les lois édictées en pareille matière par une législature n'ont d'effet, dans les limites de la province et à son égard, que dans la mesure où elles ne sont pas incompatibles avec les lois du Parlement du Canada.

## Règles en cas de conflit
Afin de déterminer si une loi ou un règlement est adoptée par le bon palier de gouvernement, les tribunaux ont développé un ensemble de règles. Il s'agit de l'un des champs importants du droit constitutionnel du Canada.
Il n'existe pas de contrôle de constitutionnalité a priori au Canada. C'est-à-dire que les parlements peuvent adopter les lois qu'ils veulent et ce n'est que si une personne ou un gouvernement s'en plaint que les tribunaux vérifieront si la loi respecte la Constitution.
Ainsi, il arrive fréquemment que les lois sont déclarées inconstitutionnelles non pas par l'autre ordre de gouvernement, mais par une personne souhaitant échapper à la loi adoptée. Démontrer devant un tribunal, qu'elle ne respecte par le partage des compétences permet à une personne d'éviter de subir cette loi.
Lorsque les tribunaux sont appelés à vérifier si une loi respecte le partage des compétences, elle débute par vérifier son caractère véritable.

### Caractère véritable
La doctrine du caractère véritable est une façon d'aborder l'analyse d'une loi en matière de partage des compétences. Il s'agit en fait de découvrir sa véritable nature.
Les tribunaux utilisent deux critères pour découvrir le caractère véritable d'une loi : son objet et son effet.
L'objet de loi comprend l'intention qu'avait le parlement lors de l'adoption de la loi. Il s'agit du but ou de l'objectif de la loi.
L'effet de la loi comprend ce que la loi effectue réellement. Il peut s'agit d'un effet juridique ou pratique. Par exemple, la loi peut avoir pour effet d'interdire tel ou tel comportement.
L'analyse de l'objet et de l'effet de la loi permet au tribunal de découvrir quel est son caractère véritable. Ainsi, le tribunal peut déterminer ensuite sous quel champ de compétence la loi tombe.